# Herfried (Vorname)
Herfried ist ein männlicher Vorname. 

## Herkunft und Bedeutung
Der Name ist abgeleitet von ahd. "heri" (= Heer) und "fridu" (= Friede, Schutz, Sicherheit).

## Bekannte Namensträger
- Herfried Apel (* 1929), deutscher Wirtschaftsmanager
- Herfried Hoinkes (1916–1975), österreichischer Meteorologe und Glaziologe
- Herfried Kutzelnigg (* 1941), deutscher Biologe und Botaniker
- Herfried Mencke (1944–2022), deutscher Komponist, Organist und Kantor
- Herfried Münkler (* 1951), deutscher Politikwissenschaftler
- Herfried Ruhs (* 1951), deutscher Fußballspieler
- Herfried Sabitzer (* 1969), österreichischer Fußballspieler und Fußballtrainer